# League of Ireland Cup 2018
La League of Ireland Cup 2018, nota anche come EA Sports Cup 2018 per ragioni di sponsorizzazione, è stata la 45ª edizione della manifestazione calcistica. È iniziata il 12 marzo e si è conclusa il 16 settembre 2018 con la finale. Il Derry City ha vintoil trofeo per l'undicesima volta nella sua storia.

## Formula
Le 24 squadre partecipanti sono state divise in quattro gruppi da sei squadre ciascuno e due squadre per gruppo sono state ammesse direttamente al secondo turno.
Gruppo 1
- Cobh Ramblers
- Cork City[1]
- Limerick[1]
- Waterford United
- Wexford Youths
- UCC

Gruppo 2
- Cockhill Celtic
- Derry City[1]
- Finn Harps
- Galway United
- Mayo League Selection
- Sligo Rovers[1]

Gruppo 3
- Bray Wanderers
- Drogheda Utd
- Dundalk[1]
- Shelbourne
- St Patrick's[1]
- St Mochta's

Gruppo 4
- Athlone Town
- Bohemians
- Cabinteely
- Longford Town[1]
- Shamrock Rovers[1]
- UCD

## Primo turno
| Squadra 1        | Risultato       | Squadra 2             |
| ---------------- | --------------- | --------------------- |
| 12 marzo 2018    |                 |                       |
| Finn Harps       | 4 - 3           | Mayo League Selection |
| 13 marzo 2018    |                 |                       |
| Wexford Youths   | 0 - 0 (7-8 dtr) | Cobh Ramblers         |
| 19 marzo 2018    |                 |                       |
| Galway United    | 1 - 0           | Cockhill Celtic       |
| 26 marzo 2018    |                 |                       |
| Waterford United | 4 - 1           | UCC                   |
| Bohemians        | 5 - 1           | Cabinteely            |
| Bray Wanderers   | 0 - 3           | Shelbourne            |
| 27 marzo 2018    |                 |                       |
| Athlone Town     | 0 - 2           | UCD                   |
| 9 aprile 2018    |                 |                       |
| Drogheda Utd     | 3 - 2           | St Mochta's           |

## Secondo turno
| Squadra 1        | Risultato       | Squadra 2     |
| ---------------- | --------------- | ------------- |
| 2 aprile 2018    |                 |               |
| Bohemians        | 2 - 2 (5-3 dtr) | UCD           |
| Finn Harps       | 1 - 2           | Derry City    |
| Galway United    | 0 - 1           | Sligo Rovers  |
| 9 aprile 2018    |                 |               |
| Limerick         | 0 - 1           | Cobh Ramblers |
| St Patrick's     | 4 - 4 (7-8 dtr) | Dundalk       |
| 23 aprile 2018   |                 |               |
| Waterford United | 1 - 1 (5-3 dtr) | Cork City     |
| 24 aprile 2018   |                 |               |
| Shamrock Rovers  | 0 - 1           | Longford Town |
| Shelbourne       | 7 - 2           | Drogheda Utd  |

## Quarti di finale
| Squadra 1     | Risultato | Squadra 2        |
| ------------- | --------- | ---------------- |
| 7 maggio 2018 |           |                  |
| Derry City    | 7 - 3     | Shelbourne       |
| 8 maggio 2018 |           |                  |
| Cobh Ramblers | 2 - 0     | Longford Town    |
| Dundalk       | 3 - 0     | Bohemians        |
| Sligo Rovers  | 1 - 0     | Waterford United |

## Semifinali
| Squadra 1     | Risultato | Squadra 2  |
| ------------- | --------- | ---------- |
| 6 agosto 2018 |           |            |
| Cobh Ramblers | 1 - 0     | Dundalk    |
| Sligo Rovers  | 0 - 1     | Derry City |

## Finale
| Derry 16 settembre 2018, ore 16:00 UTC+1                                        | Derry City | 3 – 1 referto | Cobh Ramblers | Brandywell Stadium |
| \| \| \| \| \| Hale 23’ Cole 54’ McEneff 72’ (rig.) \| Marcatori \| 26’ Hull \| |            |               |               |                    |
|                                                                                 |            |               |               |                    |
| Hale 23’ Cole 54’ McEneff 72’ (rig.)                                            | Marcatori  | 26’ Hull      |               |                    |